# José Mera
José Mera (Puerto Tejada, 11 marzo 1979) è un ex calciatore colombiano, di ruolo difensore.